# Озябли
Озябли (пол. Oziabły) — село в Польщі, у гміні Міхалово Білостоцького повіту Підляського воєводства.
Населення — 63 особи (2011).
У 1975-1998 роках село належало до Білостоцького воєводства.

## Демографія
Демографічна структура станом на 31 березня 2011 року:
|          | Загалом | Допрацездатний вік | Працездатний вік | Постпрацездатний вік |
| -------- | ------- | ------------------ | ---------------- | -------------------- |
| Чоловіки | 32      | 4                  | 15               | 13                   |
| Жінки    | 31      | 6                  | 9                | 16                   |
| Разом    | 63      | 10                 | 24               | 29                   |